# Tayfun Erülkü
Tayfun Erülkü (İzmir, 22 febbraio 1994) è un cestista turco.